# Изабела Ягелонска
Изабела Ягелонска е полско-литовска принцеса, дъщеря на полския крал Зигмунт I Стари. Благодарение на брака си през 1539 г. с Янош Заполски става кралица на Унгария.
Мъжът ѝ умира 2 седмици след раждането на сина им. Оттогава започва борбата на Изабела за престола за малолетния Янош Сигизмунд, който е избран за крал на Унгария. След превземането през 1541 г. на град Буда от турците, Сюлейман Великолепни предава на Изабела Трансилвания, където тя управлява от името на сина си. Реално властта е в ръцете на кардинал Георг Мартинуци. През лятото на 1551 г. тя е принудена да напусне Трансилвания, която съгласно договора в Нирбаторе преминава в ръцете на Фердинанд I Австрийски. Връща се през 1556 г. със своя син. Умира в Алба-Юлия на 15 септември 1559 г.
Главата на Изабела (като свещена реликва), в подарена в Мадрид на австрийската кралица Ана (последната съпруга на Филип II). я носил със себе си архиепископа на Богота (Колумбия) Луис Сапата де Карденас и през 1573 е поставена в сребърен ковчег в главната църква на града, а Изабела е обявена за покровителка на града, а денят в който да се почита паметта ѝ е 19 ноември.